# Christine Chinkin

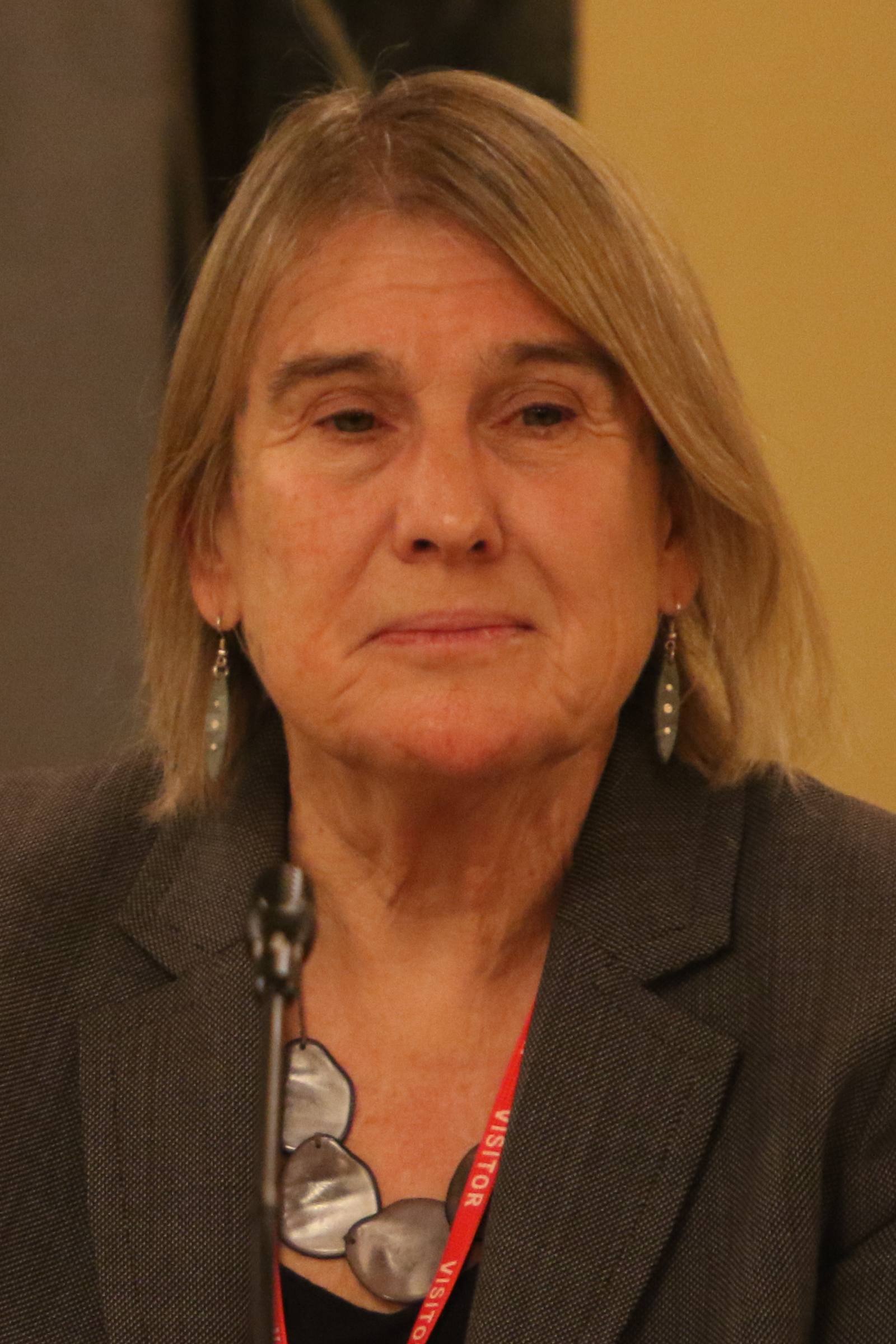
Christine Chinkin 2018

Christine Mary Chinkin CMG FBA (* 1949) ist emeritierte Professorin für Internationales Recht und Gründungsdirektorin des Centre for Women, Peace and Security an der London School of Economics and Political Science sowie William W. Cook Global Law Professor an der University of Michigan Law School.

## Akademischer Lebenslauf
Chinkin studierte Rechtswissenschaft an der University of London, erwarb dort 1971/72 Bachelor und Master. 1981 erwarb sie einen zweiten Mastergrad an der Yale Law School, wurde 1990 an der University of Sydney promoviert und hat später dort unterrichtet. Sie war dann Dekanin der rechtswissenschaftlichen Fakultät der University of Southampton.

## Politisches Engagement
Sie war Koautorin des sog. Goldstone-Berichtes und somit eine von vier Mitarbeitern der United Nations Fact Finding Mission on the Gaza Conflict, die vom United Nations Human Rights Council ins Leben gerufen wurde. Seit Januar 2010 ist sie Mitglied des Human Rights Advisory Panel der United Nations Interim Administration Mission in Kosovo. Chinkin war wissenschaftliche Beraterin für das Council of Europe Committee, das die Istanbul Convention verfasst hat. Sie ist derzeit Mitglied der Preventing Sexual Violence in Conflict Initiative der britischen Regierung und Beraterin des House of Lords-Komitees Sexual Violence in Conflict. Für ihre Verdienste zur Beförderung der Frauenrechte wurde sie 2017 zum Companion of the Order of St Michael and St George ernannt.

## Werke

### Hauptautor
- Dispute Resolution in Australia, mit Hilary Astor, Butterworths, 1992, ISBN 978-0409311297
- The Boundaries of International Law: A Feminist Analysis, mit Hilary Charlesworth, Manchester University Press, 2000, ISBN 978-1526163585
- The Making of International Law, mit Alan Boyle, Oxford University Press, 2007, ISBN 978-0199213795
- International Law and New Wars, mit Mary Kaldor, Cambridge University Press, 2017, ISBN 978-1316622094
- Women, Peace and Security and International Law (Hersch Lauterpacht Memorial Lectures), Cambridge University Press, 2022, ISBN 978-1108483476

### Herausgeberschaft
- Sovereignty, Statehood and State Responsibility: Essays in Honour of James Crawford, mit Freya Baetens, Cambridge University Press, 2015, ISBN 978-1107044258.